# Great Hinton
Great Hinton – wieś w Anglii, w hrabstwie Wiltshire. Leży 37 km na północny zachód od miasta Salisbury i 141 km na zachód od Londynu. W 2001 miejscowość liczyła 185 mieszkańców.